# Ada de Luca
Ada Lili Faraco De Luca (Criciúma, 19 de abril de 1949) é uma política brasileira, filiada ao Movimento Democrático Brasileiro (MDB). É deputada estadual na Assembleia Legislativa do Estado de Santa Catarina e está no quarto mandato. Foi secretária de Estado da Justiça e Cidadania em Santa Catarina. Atuou no movimento estudantil e participou dos movimentos da Anistia e Diretas Já. Sua principal bandeira de atuação é em defesa dos direitos da mulher. Atualmente, está focada em ações de combate à pandemia do Coronavírus.

## Vida
Nasceu em 19 de abril de 1949, em Criciúma. Filha de Nely Firmino Faraco e de Addo Vânio de Aquino Faraco. Seu pai foi vereador em Criciúma, secretário de estado e deputado estadual na Assembleia Legislativa de Santa Catarina, sendo o primeiro parlamentar cassado pelo Regime Militar no Estado de Santa Catarina. Em sessão especial ocorrida em 13 de agosto de 2019, a Assembleia Legislativa catarinense restituiu, de modo simbólico, o mandato do deputado Addo Faraco e de outros políticos catarinenses.
Ada é bisneta do padre italiano Rafael Faraco, estabelecido no Brasil no ano de 1861, deputado provincial e estadual em Santa Catarina, e neta de Addo Caldas Faraco, três vezes prefeito de Criciúma.
Casou com Walmor Paulo de Luca, quatro vezes deputado federal por Santa Catarina e Constituinte de 1988, com quem teve as filhas Fabiana e Giovana. É avó de Catarina, Valentina e Paola.

## Carreira

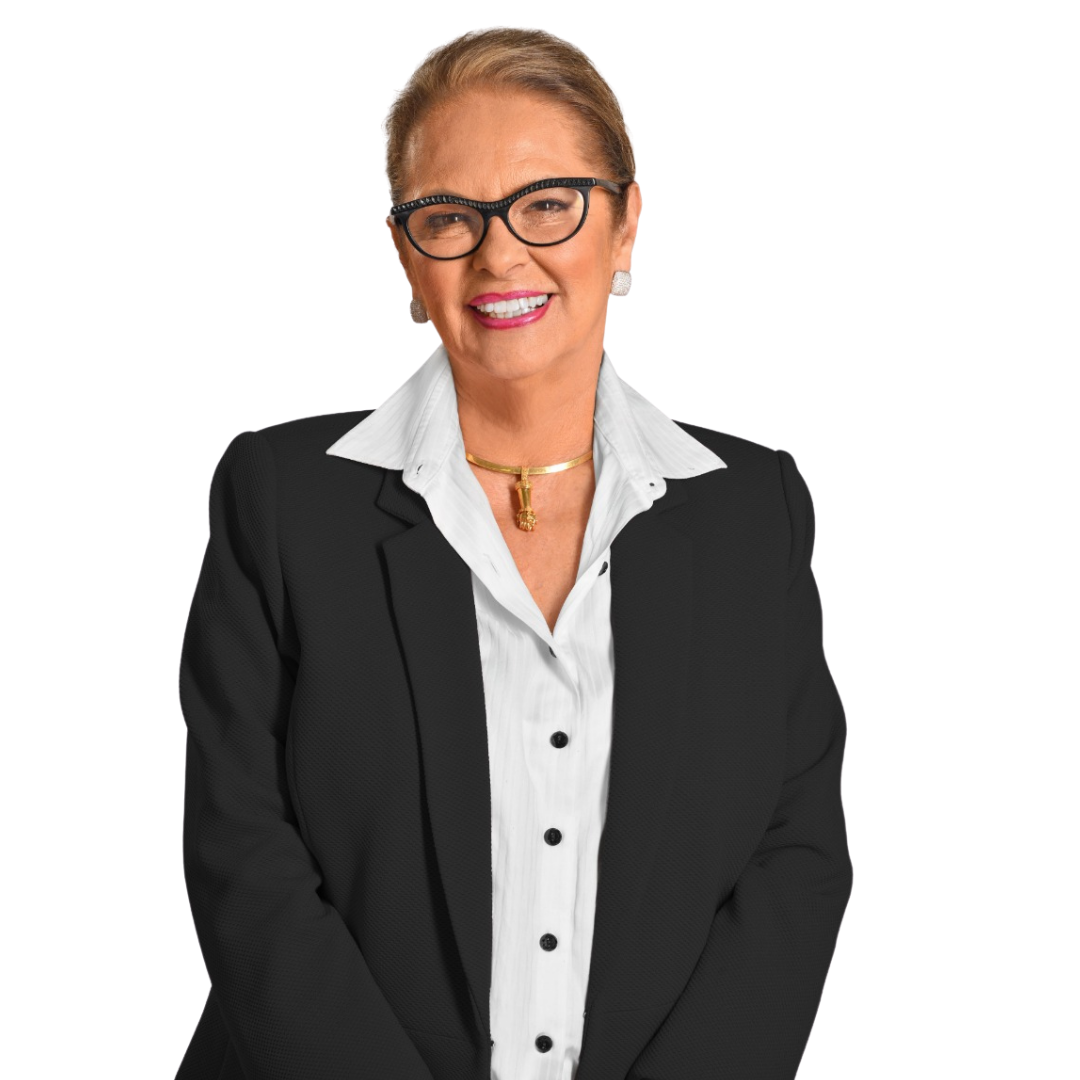
Deputada estadual Ada de Luca

Bacharelou-se em Direito pelo Centro Universitário de Brasília, com especialização em Políticas Penitenciárias. Foi assessora jurídica da Câmara dos Deputados por 39 anos. 
Participou ativamente de grêmios estudantis na região de Criciúma, onde foi uma das primeiras mulheres filiadas ao Movimento Democrático Brasileiro (MDB). Militante por vários anos, participou dos movimentos pela anistia e pelas Diretas Já, ao lado de grandes nomes da política nacional, como Ulysses Guimarães. 
Integrou campanhas eleitorais em Santa Catarina e concorreu ao cargo de vice-governadora do Distrito Federal. Em 1985, foi uma das fundadoras do projeto para a ala feminina do Partido do Movimento Democrático Brasileiro, o PMDB Mulher, posteriormente, presidiu o PMDB Mulher de Santa Catarina.
Elegeu-se quatro vezes deputada estadual para a Assembleia Legislativa catarinense, as três primeiras pelo PMDB, e tomou posse à:
- 16ª Legislatura (2007-2011), com 30.192 votos, foi a primeira mulher eleita pela legenda ao parlamento catarinense e a única mulher a compor a Mesa Diretora da Casa, entre 2009 e 2010, na função de 4ª Secretária;
- 17ª Legislatura (2011-2015), recebeu 41.906 votos, licenciou-se do mandato, entre 2011 e 2014, e assumiu o cargo de Secretária de Estado da Justiça e Cidadania;
- 18ª Legislatura (2015-2019), com 47.813 votos, licenciou-se novamente, entre 2015 e 2018, e reassumiu a Secretaria da Justiça e Cidadania;
- 19ª Legislatura (2019-2023), conquistou 34.501 votos, pelo Movimento Democrático Brasileiro (MDB), iniciou o quarto mandato. Atualmente, preside a Comissão de Direitos Humanos, coordena a Frente Parlamentar de Combate à Violência Doméstica e integra a Bancada dos deputados estaduais do Sul de Santa Catarina.

Foi secretária de Estado da Justiça e Cidadania de Santa Catarina entre 2011 e 2018, nos governos Raimundo Colombo (PSD) e Eduardo Pinho Moreira (MDB).
A deputada é autora de projetos em defesa dos Direitos Humanos e combate à Violência Contra a Mulher. Entre diversas iniciativas estão o projeto de lei que "dispõe sobre o registro de ocorrências relacionadas a todos os casos que envolvam violência contra a mulher por meio da Delegacia Virtual da Polícia Civil de Santa Catarina, em razão da pandemia da COVID-19", que foi aprovado pela Assembleia em 12/08/2020. É possível acessar todas as proposições apresentadas pela deputada Ada de Luca na Assembleia Legislativa, neste endereço.